# الضهيرة
الضهيرة قرية سورية صغيرة في ناحية قرى مركز بانياس في منطقة بانياس التابعة لمحافظة طرطوس.